# Britse Lagerhuisverkiezingen 2024
De Britse Lagerhuisverkiezingen van 2024 werden gehouden op 4 juli 2024. In alle 650 kiesdistricten van het Verenigd Koninkrijk werd één lid gekozen voor het Lagerhuis van het Britse parlement. De verkiezingen vonden plaats volgens het first-past-the-post-principe: in elk district krijgt de kandidaat met de meeste stemmen de zetel.    
De opkomst bij deze algemene verkiezingen was met 60% laag. Labour behaalde een absolute meerderheid van 411 zetels in het Lagerhuis,  en een meerderheid van 174 zetels over de andere partijen.   
De algemene tendens van de verkiezingen was: groot verlies voor de Conservatieven en de Schotse SNP, en grote winst voor Labour en de Liberal Democrats. Ook was er sprake van een  doorbraak van  Reform UK, en op beperktere schaal van de Green Party. In Noord-Ierland leed de unionistische DUP verlies; het nationalistische Sinn Féin werd voor het eerst de grootste Noord-Ierse fractie in het Lagerhuis. De winst van Labour werd gezien als een afstraffing van de Conservative Party - en in Schotland ook van de SNP - voor hun beleid de afgelopen jaren. Het grote zetelverlies van de Conservatieven werd vooral veroorzaakt door de opkomst van Reform UK, die in alle districten veel Conservatieve stemmers trok. Hierdoor konden Labour en LibDem kandidaten winnen. 
In het Britse 'first past the post' districtenstelsel kan er groot verschil zijn tussen het aantal stemmen dat een partij landelijk krijgt, en het aantal zetels voor die partij in het Lagerhuis. Bij de Lagerhuisverkiezingen van 2024 was dit overduidelijk. Labour behaalde met 34% van de stemmen 63% van de zetels, en ook bij andere partijen waren er opvallend grote verschillen tussen stemmen en zetels. De uitslag is omschreven als de 'meest disproportionele uitslag ooit'. 
De verkiezingen leidden tot de vorming van het kabinet-Starmer, onder het premierschap van Keir Starmer. 

## Uitschrijven van de verkiezingen

Premier Rishi Sunak kondigt de algemene verkiezingen aan

De verkiezingen werden door premier Rishi Sunak (Conservative Party) aangekondigd op 22 mei 2024. Volgens de Britse wetgeving moeten algemene verkiezingen voor het Lagerhuis worden uitgeschreven binnen vijf jaar na de eerste bijeenkomst van het zittende Lagerhuis (in dit geval was dat op 17 december 2019). Dit betekende dat de verkiezingen uiterlijk op 28 januari 2025 moesten plaatsvinden. De Conservatieven scoorden in de eerste maanden van 2024 slecht in de opiniepeilingen; de verwachting was dat Sunak de verkiezingen in de herfst zou laten plaatsvinden. De aankondiging dat het 4 juli zou worden kwam voor veel Conservatieve Lagerhuisleden als een verrassing, en leidde tot onbegrip en kritiek. Het was de eerste keer sinds 1945 dat er een Lagerhuisverkiezing werd gehouden in de maand juli.
Op 30 mei 2024 werd het zittende parlement ontbonden. Alle zetels werden vacant verklaard: het Verenigd Koninkrijk had geen Lagerhuisleden meer tot na de verkiezingen.
De Lagerhuisverkiezingen in 2024 waren de eerste algemene verkiezingen onder koning Charles III, die in 2022 koningin Elizabeth II was opgevolgd als staatshoofd. Het waren ook de eerste algemene verkiezingen na Brexit, het vertrek van het Verenigd Koninkrijk uit de Europese Unie  op 31 januari 2020.

## Uitslag in het kort[6]
| Opkomst: 60%                                            | Labour           | Conservatives | Liberal Democrats | SNP                 | Sinn Féin                                                | DUP                     | Reform UK    | Green Party                  |
| ------------------------------------------------------- | ---------------- | ------------- | ----------------- | ------------------- | -------------------------------------------------------- | ----------------------- | ------------ | ---------------------------- |
| Aantal zetels na Lagerhuisverkiezingen 2024             | 411              | 121           | 72                | 9                   | 7                                                        | 5                       | 5            | 4                            |
| Aantal zetels na Lagerhuisverkiezingen 2019             | 202              | 365           | 11                | 48                  | 7                                                        | 8                       |              | 1                            |
| Aantal zetels op 29 mei 2024- voor ontbinding parlement | 206              | 345           | 15                | 43                  | 7                                                        | 7                       | 1            | 1                            |
| Partijleider in 2024                                    | sir Keir Starmer | Rishi Sunak   | sir Ed Davey      | John Swinney        | Michelle O'Neill                                         | Gavin Robinson          | Nigel Farage | Carla Denyer & Adrian Ramsay |
| Partijleider in 2024                                    |                  |               |                   |                     |                                                          |                         |              |                              |
|                                                         |                  |               |                   | alleen in Schotland | alleen in Noord-Ierland - neemt gewonnen zetels niet in. | alleen in Noord-Ierland |              |                              |

## Politieke veranderingen sinds 2019
De verkiezingen van 2024 kwamen na een politiek onrustige periode in het Verenigd Koninkrijk.

### Regeringsleiders en kabinetten
De Lagerhuisverkiezingen van 12 december 2019 waren gewonnen door de Conservatieven onder Boris Johnson. Hij vormde een regering die met 365 van de 650 zetels een absolute meerderheid had in het Lagerhuis. Johnson trad in 2022 af als partijleider en premier. Hij werd opgevolgd door Liz Truss, die na 44 dagen werd vervangen door Rishi Sunak. Op basis van de uitslag van de verkiezingen van 2019 zijn drie verschillende Conservatieve kabinetten gevormd: Kabinet-Johnson II, Kabinet-Truss en Kabinet-Sunak. 

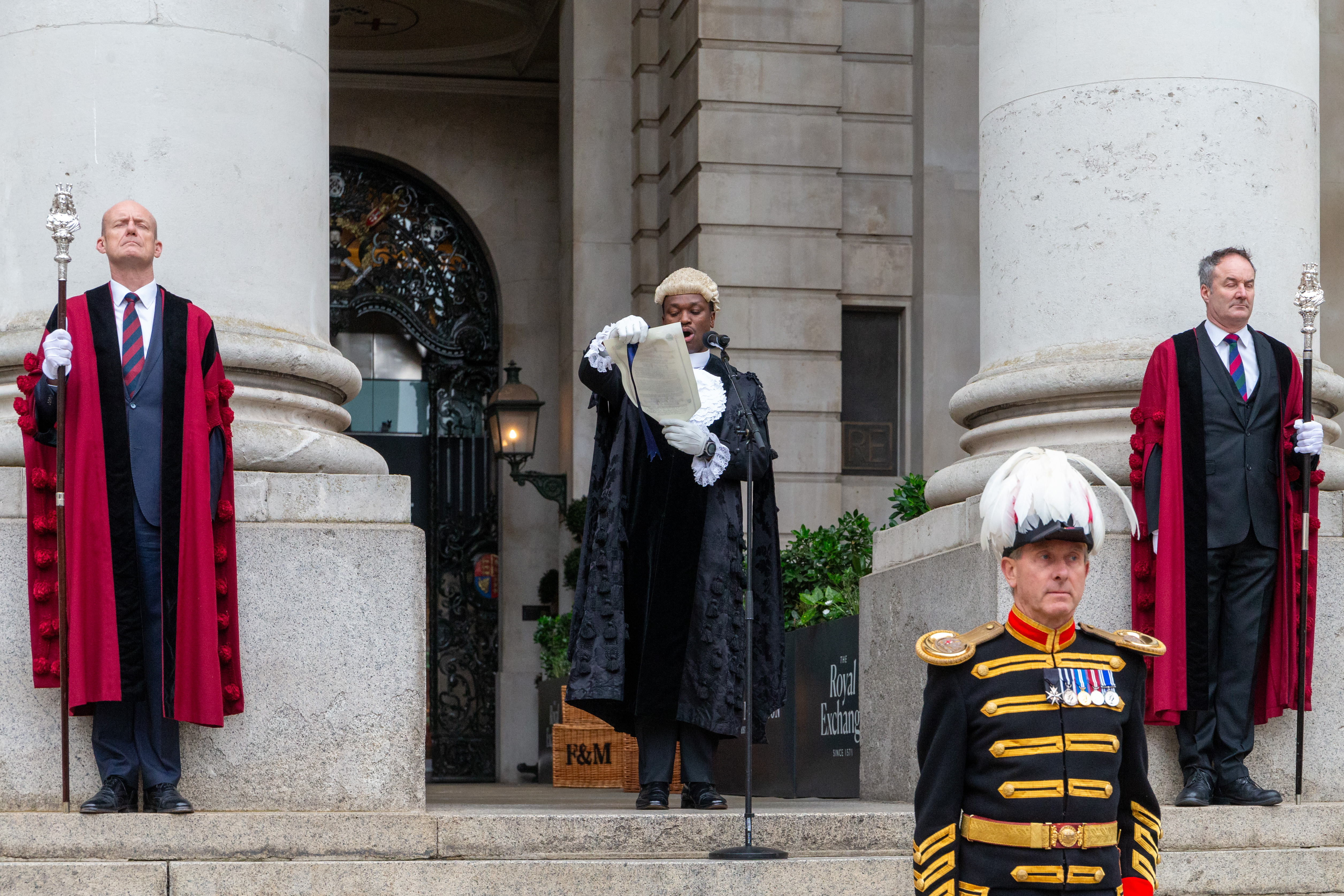
Ceremoniële bekendmaking van het ontbinden van het zittende parlement en uitschrijven van verkiezingen

### Partijleiders
Ook bij de andere grotere partijen waren sinds 2019 nieuwe leiders aangetreden.  
- Bij Labour was Jeremy Corbyn na de tegenvallende verkiezingsuitslag afgetreden en vervangen door Keir Starmer.
- De leider van de Liberal Democrats, Jo Swinson, was in 2019 niet herkozen in haar kiesdistrict en opgevolgd door Ed Davey.
- Bij de Scottish National Party (SNP) was Nicola Sturgeon in 2023 afgetreden als partijleider. Zij was in eerste instantie opgevolgd  door Humza Yousaf die in mei 2024 aftrad en werd vervangen door John Swinney.[11]
- De Noord-Ierse Democratic Unionist Party (DUP) werd sinds 2021 niet meer geleid door Arlene Foster maar door Jeffrey Donaldson[12] Hij was in maart 2024 door de partij geschorst en vervangen door Gavin Robinson.

### Interne problemen
De Conservatieven, Labour, SNP en DUP hadden behalve met leiderschapswisselingen in de periode 2019 - 2024 ook te maken gehad met interne strubbelingen, justitiële onderzoeken en schandalen.

### Politieke apathie en wantrouwen
Onder de Britse kiezers was er in 2024 volgens opiniepeilingen sprake van een diepgeworteld wantrouwen in politiek en politici in het algemeen. Politieke apathie en een gevoel niet door de politiek vertegenwoordigd te worden was een fenomeen dat in heel Europa voorkwam. In het Verenigd Koninkrijk leek dit breder te zijn dan in andere Europese landen, d.w.z. algemeen aanwezig onder kiezers van alle politieke voorkeuren. Ook waren Britse kiezers meer van mening dat fundamentele hervorming van het politieke systeem noodzakelijk is.

## Kandidaten
De uiterste datum voor het inschrijven van kandidaten was 7 juni 2024. Er stelden zich 4515 personen kandidaat, verspreid over de 650 kiesdistricten in het Verenigd Koninkrijk. Er zijn 543 kiesdistricten in Engeland, 57 in Schotland, 32 in Wales en 18 in Noord-Ierland.  
Het aantal kandidaten was het hoogste ooit. Dit werd deels veroorzaakt door het feit dat Reform UK, anders dan bij de verkiezingen in 2019, nu ook kandidaten stelde in districten waar de Conservatieven bij de vorige verkiezingen hadden gewonnen. De Workers Party of Britain deed voor het eerst mee met de Lagerhuisverkiezingen en stelde kandidaten in 152 districten. 
Er deden 98 partijen mee aan de verkiezingen, waarvan 35 maar in één district. Daarnaast waren er 459 onafhankelijke (niet partijgebonden) kandidaten. Geen enkele partij had kandidaten in alle 650 districten. De grote landelijk opererende partijen stellen normaliter geen - of slechts enkele - kandidaten in Noord-Ierland. Ook is het niet gebruikelijk dat partijen kandidaten stellen in het kiesdistrict van de Speaker (voorzitter) van het Lagerhuis.
Het aantal kandidaten verschilde per district tussen 5 en 13. 
| Partij                    | Aantal kandidaten | Opmerkingen             |
| ------------------------- | ----------------- | ----------------------- |
| Conservative Party        | 635               |                         |
| Labour Party              | 631               |                         |
| Liberal Democrats         | 630               |                         |
| Green Party               | 574               |                         |
| Reform UK                 | 609               |                         |
| Workers Party of Britain  | 152               |                         |
| Scottish National Party   | 57                | alleen in Schotland     |
| Plaid Cymru               | 32                | alleen in Wales         |
| Alliance                  | 18                | alleen in Noord-Ierland |
| DUP                       | 16                | alleen in Noord-Ierland |
| UUP                       | 17                | alleen in Noord-Ierland |
| Sinn Féin                 | 14                | alleen in Noord-Ierland |
| SDLP                      | 18                | alleen in Noord-Ierland |
| overige partijen          | 653               |                         |
| onafhankelijke kandidaten | 459               |                         |
| Totaal                    | 4515              |                         |

## Niet herkiesbare Lagerhuisleden
Gemiddeld waren er tussen 1979 en 2010 bij Lagerhuisverkiezingen 87 parlementariërs niet herkiesbaar. Bij de verkiezingen in 2019 waren het er 74.
Al ruim voordat de verkiezingen van 2024 waren aangekondigd, hadden zittende Lagerhuisleden laten weten zich niet herkiesbaar te zullen stellen. Na de bekendmaking van de verkiezingsdatum volgden er meer - uiteindelijk werden het er 132. Hieronder waren 75 fractieleden van de Conservative Party (ongeveer 20% van de fractie). Ook bij de Scottish National Party stelde 20% van de fractieleden zich niet herkiesbaar.
Een aantal prominente politici en voormalig bewindslieden koos ervoor het Lagerhuis te verlaten:
Conservative Party
- Michael Gove, voormalig minister van huisvesting
- Sajid Javid, voormalig minister van financiën
- Kwasi Kwarteng, voormalig minister van financiën
- Theresa May, voormalig premier
- Dominic Raab, voormalig vice-premier
- Ben Wallace, voormalig minister van defensie

Labour Party
- Margaret Beckett, voormalig minister van buitenlandse zaken
- Harriet Harman, voormalig partijleider

Scottish National Party
- Ian Blackford, voormalig fractieleider

Green Party
- Caroline Lucas, enige Lagerhuislid van de Green Party

Democratic Unionist Party
- Jeffrey Donaldson, voormalig partijleider

## Belangrijke thema's
De verkiezingen van 2019 stonden bekend als de Brexit-verkiezingen omdat ze inhoudelijk door dit thema werden gedomineerd. Bij de Lagerhuisverkiezingen van 2024 speelde Brexit nauwelijks meer een rol. Belangrijke thema's voor alle kiezers waren de economie, de stijgende kosten van levensonderhoud, en gezondheidszorg. Voor kiezers die aangaven Conservative Party of Reform UK te willen stemmen was immigratie en asielbeleid echter het belangrijkste thema. Reform-kiezers vonden ook misdaadbestrijding zeer belangrijk, en Labour stemmers klimaat- en milieubeleid.

## Verkiezingsprogramma's
In de week van 10-16 juni publiceerden de grotere partijen hun verkiezingsprogramma's (manifestos).  Belangrijke terugkerende thema's waren gezondheidszorg, immigratie, huisvesting, onderwijs, milieu en klimaat, en misdaadbestrijding. 
Overzicht van belangrijke punten uit de verkiezingsprogramma's:
Conservatieven
- Gegarandeerd waardevast pensioen en ouderdomsuitkering voor gepensioneerden; elk jaar de belastingvrije pensioenuitkering verhogen
- 1,6 miljoen nieuwe huizen
- Verlaging van de premie volksverzekeringen
- Nationale dienstplicht voor 18-jarigen
- Investering van £ 36 miljard in lokale wegen en openbaar vervoer
- Aanpassing tarief volksverzekeringen ten gunste van zelfstandigen

Labour
- Oprichten van een overheidsbedrijf voor schone energie
- Invoeren BTW op schoolgeld voor particulier onderwijs
- Stemrecht voor 16-jarigen
- Overdragen van bevoegdheden op het gebied van vervoer, huisvesting en planning naar lokale burgemeesters
- Instellen van een nieuwe overheidsorganisatie om bendes te vervolgen die vluchtelingen illegaal naar het VK brengen
- Spoorwegen nationaliseren

SNP
- Schotse onafhankelijkheid
- Opnieuw lid worden van de EU
- Bezuinigingen op de begroting voor Schotland terugdraaien
- Decriminaliseren drugs voor persoonlijk gebruik
- Hogere uitkering tijdens zwangerschaps- en bevallingsverlof
- Hogerhuis afschaffen

Liberal Democrats
- Opnieuw lid worden van de Europese interne markt - op langere termijn om weer lid te worden van de EU
- 9 miljard pond extra voor NHS en zorg
- Gratis persoonlijke zorg voor ouderen en gehandicapten
- Hoger salaris voor zorgmedewerkers
- Asielachterstand wegwerken; asielzoekers na drie maanden laten werken
- hervorming vermogensbelasting ter waarde van 5 miljard pond
- Invoeren evenredige vertegenwoordiging in verkiezingen

Reform
- Niet-essentiële immigratie bevriezen
- Alle illegale migranten opsluiten en deporteren
- Belastingvrije voet inkomstenbelasting verhogen naar 20.000 pond
- Verlaging vennootschapsbelasting eerst naar 20% en daarna 15%
- 25% overdraagbare huwelijksbelasting
- Windsor-framework opgeven (akkoord over de positie van Noord-Ierland na Brexit)

## Peilingen en trends

Opiniepeilingen voor de Britse Lagerhuisverkiezingen (2019-2024)

Labour had sinds 2021 consequent in de opiniepeilingen een ruime voorsprong op de Conservatieven. Dit bleef ook na het uitschrijven van de verkiezingen het patroon: Labour lag gemiddeld 17-19 procentpunten voor. Het verschil tussen Labour en de Conservatieven bleef gedurende de campagne stabiel. Wel was er sprake van een lichte daling bij zowel Labour als bij de Conservatieven.  De steun voor Labour was het hoogst onder jongeren (18 tot 34 jaar), en in het noorden van Engeland, de Midlands en in Londen. De Conservatieven kregen vooral steun van 65-plussers en trokken weinig kiezers in Schotland en het noorden van Engeland.
De winst van Labour in de peilingen kwam voor een groot deel van de Conservatieven, onder andere - maar niet uitsluitend - in kiesdistricten waar de conservatieven bij de 'Brexit verkiezingen' van 2019 voor het eerst hadden gewonnen. Deze leken weer in handen te komen van Labour.
In Schotland had de SNP in de maanden voor de verkiezingen te maken gehad met een leiderschapscrisis en een politieonderzoek naar partijfinanciën. Verwacht werd dat Labour hierdoor ook in Schotland weer voet aan de grond kon krijgen en dat de SNP zetels zou verliezen.
De Conservatieven kregen op hun rechterflank concurrentie van Reform UK, met name toen Nigel Farage tijdens de campagne het partijleiderschap overnam en zich kandidaat stelde in het kiesdistrict Clacton-on-Sea. De steun voor Reform UK liep terug toen Farage zich in een interview positief uitliet over Rusland en het westen verweet de Russische inval in Oekraïne te hebben uitgelokt.
Steun voor de Conservatieven kalfde in de loop van de campagne verder af. Het Britse publiek reageerde negatief toen premier Sunak bij de herdenking van D-day in Normandië al voor het eind van de plechtigheden vertrok om in Londen een tv-interview te geven. Ook kwam aan het licht dat personen uit kringen rondom Sunak - mogelijk op basis van voorkennis - bij bookmakers hadden gewed dat de verkiezingen op 4 juli zouden plaatsvinden.
Voor de Liberal Democrats werd winst voorspeld, en voor de Noord-Ierse DUP een beperkt verlies. 
In de laatste weken voor de verkiezingen gaven een aantal peilingen een verkiezingsresultaat van 453 zetels voor Labour (tegenover 115 zetels voor de Conservatieven). Dit zou een grotere overwinning van Labour zijn dan die van Tony Blair bij de Lagerhuisverkiezingen van 1997. Dit leidde bij Labour tot de vrees dat kiezers niet meer de moeite zouden nemen om te gaan stemmen. 
De exitpoll die direct na het sluiten van de stembureaus werd bekend gemaakt, gaf aan dat Labour een grote overwinning had behaald: de voorspelling was 410 zetels voor Labour, 131 zetels voor de Conservative Party, 61 voor de Liberal Democrats en 13 voor Reform UK.  In de loop van de avond werd duidelijk dat de Conservatieven en Reform UK het minder goed hadden gedaan dan voorspeld, en de Liberal Democrats beter.

## Uitslagen
| Partij                     | Aantal zetels 2024 | Verschil met zetels 2019 | % stemmen | Verschil % stemmen met 2019 | Aantal kandidaten | Opmerkingen             |
| -------------------------- | ------------------ | ------------------------ | --------- | --------------------------- | ----------------- | ----------------------- |
| Labour Party               | 411                | +211                     | 33,7      | +1,6                        | 631               |                         |
| Conservative Party         | 121                | -244                     | 23,7      | -19,9                       | 635               |                         |
| Liberal Democrats          | 72                 | +63                      | 12,2      | +0,7                        | 630               |                         |
| Scottish National Party    | 9                  | -39                      | 2,5       | -1,4                        | 57                | alleen in Schotland     |
| Sinn Féin                  | 7                  | 0                        | 0,7       | +0,1                        | 14                | alleen in Noord-Ierland |
| Reform UK                  | 5                  | +5                       | 14,3      | +12,3                       | 609               |                         |
| DUP                        | 5                  | -3                       | 0,6       | -0,2                        | 16                | alleen in Noord-Ierland |
| Green Party                | 4                  | +3                       | 6,8       | +4,1                        | 574               |                         |
| Plaid Cymru                | 4                  | +2                       | 0,7       | +0,2                        | 32                | alleen in Wales         |
| SDLP                       | 2                  | 0                        | 0,3       | -0,1                        | 18                | alleen in Noord-Ierland |
| Alliance                   | 1                  | 0                        | 0,4       | 0                           | 18                | alleen in Noord-Ierland |
| UUP                        | 1                  | +1                       | 0,3       | 0                           | 17                | alleen in Noord-Ierland |
| Traditional Unionist Voice | 1                  | +1                       | 0,2       | +0,2                        | 14                | alleen in Noord-Ierland |
| onafhankelijken            | 6                  | +6                       | 2,0       | +1,4                        | 458               |                         |
| Speaker                    | 1                  | -                        | -         | -                           | 1                 |                         |
| overige partijen           |                    |                          |           |                             | 791               |                         |
| Totaal                     | 650                |                          |           |                             | 4515              |                         |

De opkomst op 4 juli 2024 was 60%, dat was laag voor een Britse algemene verkiezing. De laagste opkomst ooit was 59,4% in 2001.
De algemene tendens van de verkiezingen was een groot verlies voor de Conservatieven en de Schotse SNP, en grote winst voor Labour en de Liberal Democrats. Het verlies van de SNP was in verhouding groter dan dat van de Conservative Party.
Labour behaalde een absolute meerderheid in het Lagerhuis: de partij kreeg ruim meer dan de helft van de zetels. De relatieve meerderheid in vergelijking tot alle andere partijen is 174. De partij won vooral in Schotland en in het noorden van Engeland, maar ook in enkele traditioneel Conservatieve districten in het zuiden van Engeland. De LibDems kwamen uit boven het aantal zetels dat ze hadden voor hun deelname aan de coalitieregering met de Conservatieven in 2010-2015.
Opvallend was ook de groei van  de Green Party en Reform UK, naar 4 respectievelijk 5 zetels. Reform UK bleek in veel kiesdistricten de tweede partij  te zijn geworden. Er was veel aandacht voor het feit dat Reform UK partijleider Nigel Farage een zetel had gewonnen; het was zijn achtste poging om in het Lagerhuis gekozen te worden.
In Noord-Ierland verloor de unionistische (=voor nauwe banden met het Verenigd Koninkrijk) DUP 2 zetels, waardoor de nationalistische (=voor Ierse eenwording) partij Sinn Féin in het Lagerhuis voor het eerst de grootste Noord-Ierse fractie werd. (Sinn Féin neemt gewonnen Lagerhuiszetels echter nooit in). Op regionaal en lokaal niveau was Sinn Féin dat sinds enkele jaren al.

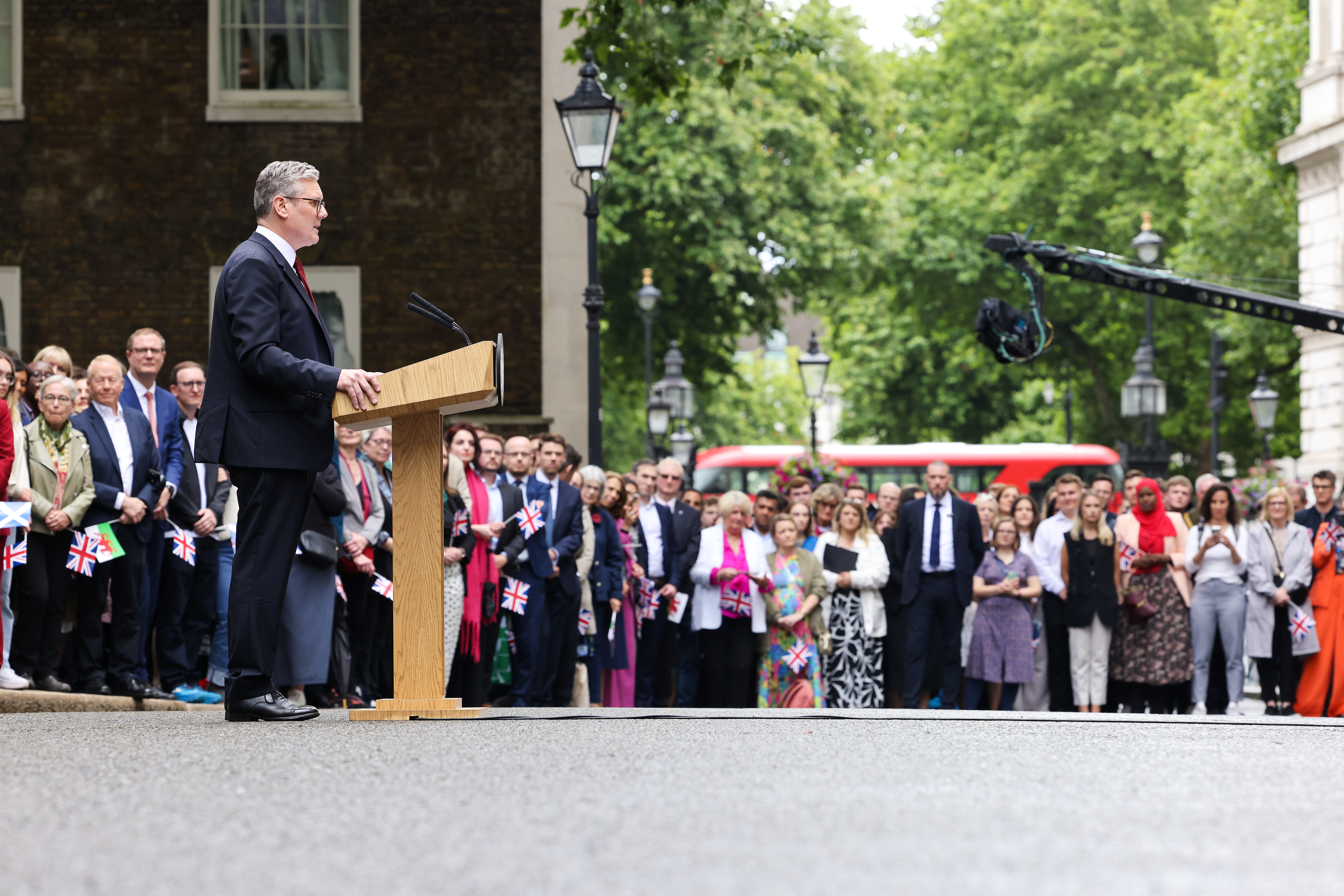
Sir Keir Starmer houdt een toespraak voor zijn ambtswoning Downing Street 10 na zijn benoeming tot premier

Ook werden er in 2024 meer onafhankelijke kandidaten gekozen (zes) dan bij eerdere verkiezingen. Hierbij ging het in een aantal kiesdistricten - waar veel kiezers het niet eens waren met de positie van met name Labour inzake de Gaza-oorlog - om kandidaten met een pro-Palestijns standpunt. Het werd gezien als pijnlijk voor Labourleider Starmer dat zijn voorganger Jeremy Corbyn, die uit de partij was gezet, als onafhankelijke kandidaat werd herkozen.
De verkiezingen leidden tot de vorming van een Labourregering met een absolute meerderheid in het Lagerhuis, onder leiding van Keir Starmer.

### Niet gekozen

#### Conservatieven
Al voor de verkiezingen was de verwachting  dat een groot aantal prominente Conservatieven, inclusief leden van de regering, hun zetels zouden verliezen. In totaal werden in ieder geval acht leden van het kabinet-Sunak, en een aantal voormalige ministers, niet herkozen, onder wie  
- Thérèse Coffey, voormalig minister
- Penny Mordaunt,  Leader of the House of Commons
- Jacob Rees-Mogg, voormalig minister en prominent pleitbezorger voor Brexit
- Grant Shapps, minister van defensie
- Liz Truss, voormalig minister-president.[48]

#### Overige partijen
- Twee leden van het Labour schaduwkabinet (beoogde ministers in het te vormen Kabinet-Starmer) werden niet herkozen[43]
- George Galloway, oprichter en enige parlementariër van de Workers Party of Britain, werd niet herkozen in het district Rochdale. Daar had hij enkele maanden eerder een tussentijdse verkiezing gewonnen.[49]
- De twee lagerhuisleden van de Schotse Alba Party werden allebei niet herkozen. Zij waren in 2021 overgestapt van de SNP naar de toen net opgerichte Alba Party. De partij is daarmee niet meer vertegenwoordigd in het Lagerhuis.[50]

Verkiezingsuitslagen per district 2019 (links) en 2024 (rechts)
Uitslagen per kiesdistrict 2019
Uitslagen per kiesdistrict 2024

## Analyse
De grote winst van Labour werd in de media vooral gezien als een afstraffing van de Conservative Party - en in Schotland ook van de SNP -  voor hun beleid de afgelopen jaren. Volgens veel commentatoren was er geen sprake van een toename van echte steun voor Labour. Op landelijk niveau steeg het percentage stemmen voor Labour maar met 1,6 punt vergeleken met de Lagerhuisverkiezingen van 2019, toen de partij slechts 201 zetels won. Het grote zetelverlies van de Conservatieven leek vooral veroorzaakt door de opkomst van Reform UK.  In bijna alle districten trok Reform kiezers weg van de Conservatieve kandidaten, waardoor Labour of Libdem kandidaten konden winnen. Deze verschuiving wordt ook gezien als een uiting van bredere maatschappelijke onvrede die in andere landen had geleid tot winst voor populistisch-rechtse partijen. 
Ook gaf het verkiezingsresultaat een indicatie van toenemende politieke versplintering: voor het eerst kregen in het Verenigd Koninkrijk vier partijen bij een landelijke verkiezing meer dan 10% van de stemmen.

### Uitgebrachte stemmen versus behaalde zetels
Door het Britse 'first past the post' districtenstelsel kan er een groot verschil ontstaan tussen het aantal stemmen dat een partij landelijk krijgt, en het aantal zetels voor die partij in het Lagerhuis. Stemmen die in een district zijn uitgebracht op andere kandidaten dan de uiteindelijke winnaar hebben geen enkele invloed meer op de samenstelling van de volksvertegenwoordiging. Bij de Lagerhuisverkiezingen van 2024 was dit erg goed zichtbaar:
- Labour kreeg met 34% van de stemmen 63% van de zetels (412)
- Reform UK kreeg met 14% van de stemmen minder dan 1% van de zetels (5)
- De Liberaal-Democraten kregen met 12% van de stemmen (een lager percentage dan Reform) 11% van de zetels (72).

De verkiezingsuitslag van 2024 is omschreven als de 'meest disproportionele uitslag ooit'.
De Electoral Reform Society, een organisatie die pleit voor hervorming van het Britse kiesstelsel, berekende de hypothetische uitkomst van de verkiezingen bij een kiessysteem gebaseerd op evenredige vertegenwoordiging:
| Partij                   | Uitslag 2024 onder huidige systeem "First Past the Post" | Hypothetische uitslag 2024 bij evenredige vertegenwoordiging | verschil |
| Labour                   | 412                                                      | 236                                                          | -176     |
| Conservative             | 121                                                      | 157                                                          | 36       |
| Reform UK                | 5                                                        | 94                                                           | 89       |
| Liberal Democrats        | 72                                                       | 77                                                           | 6        |
| Green Party              | 4                                                        | 42                                                           | 38       |
| Scottish National Party  | 9                                                        | 18                                                           | 9        |
| Noord Ierse partijen     | 18                                                       | 18                                                           | 0        |
| Plaid Cymru              | 4                                                        | 4                                                            | 0        |
| Overigen (incl. Speaker) | 6                                                        | 4                                                            | -2       |